# Charlie Tanfield
Charlie Tanfield, född 17 november 1996 i Great Ayton, är en brittisk professionell bancyklist.

## Karriär
Tanfield ingick i det brittiska laget som tog en sjundeplats i lagförföljelse vid OS 2020. Vid OS 2024 ingick han i det brittiska lag tillsammans med Ethan Hayter, Daniel Bigham, Ethan Vernon och Oliver Wood som tog silver i lagförföljelse.